# Picea crassifolia
Picea crassifolia là một loài thực vật hạt trần trong họ Thông. Loài này được Kom. miêu tả khoa học đầu tiên năm 1923.